# Fedecámaras (Venezuela)
Fedecámaras (acrónimo de Federación de Cámaras y Asociaciones de Comercio y Producción de Venezuela) es una asociación civil sin fines de lucro, constituida por entidades económicas gremiales, y cuyo objetivo es agrupar las cámaras de los diferentes rubros productivos del país, tanto regionales como sectoriales, para promover la defensa de las libertades económicas, la libre iniciativa y la propiedad privada, a fin de contribuir al desarrollo económico y bienestar social de la nación. Actualmente está conformada por 15 sectores económicos (agricultura, banca, comercio, construcción, energía, industria, inmobiliario, medios de comunicación, minería, pecuario, telecomunicaciones, transporte, turismo, seguros y alimentos) y 19 Fedecámaras Regionales.
Para llevar a cabo su misión de “Fortalecer al sistema empresarial venezolano, sobre la base de los principios de la libertad económica y la democracia”, Fedecámaras realiza, entre otras actividades, la promoción de la articulación con los diferentes actores de la sociedad, con el propósito de establecer alianzas que permitan mejoras sociales, a través de la educación, los valores, el espíritu empresarial, la libre empresa, la democracia, el desarrollo y la diversificación de la economía, respetando los derechos fundamentales del hombre y la propiedad privada.
Fedecámaras, a su vez, se concibe como la principal institución empresarial venezolana representando al sector privado ante la Organización Internacional de Empleadores (OIE) y la Organización Internacional del Trabajo (OIT).

## Historia

### Antecedentes
- En octubre de 1938 se realiza en Valencia, la primera reunión de un grupo de cámaras.
- En abril de 1943 la Cámara de Comercio de La Guaira, dirigiéndose a todas las Cámaras de Comercio y Producción del país, propuso la formación de un Consejo o Comité de Cámaras.
- En mayo de 1944 se efectuó una segunda reunión y el 1 de julio del mismo año 22 organismos de base constituyen para formar lo que hoy conocemos como la Federación Venezolana de Cámaras de Comercio y Producción (FEDECAMARAS).[1]

### Cámaras promotoras
En abril de 1943 la Cámara de Comercio de la Guaira, dirigiéndose a todas las Cámaras y Asociaciones de Comercio y Producción del país, propuso la formación de un Consejo o Comité Permanente que unificarán sus reivindicaciones y amalgamarán sus esfuerzos para colaborar mejor en la estructuración económica y social de Venezuela. La idea fue acogida con calor por los organismos nacionales y en octubre del mismo año se reunieron en el local de la Cámara de Comercio de Caracas los representantes de esta, los de la Asociación Nacional de Comerciantes e Industriales de Caracas y los de la Cámara proponente.

## Presidentes
La actual junta directiva para el período 2025-2027 fue juramentada el 18 de julio del año 2025, en la ciudad de Valencia, Venezuela. Felipe Capozzolo asumió la presidencia de la organización gremial, acompañado por Tiziana Polesel en la primera vicepresidencia, Rafael Trejo en la segunda vicepresidencia y Celso Fantinel en la tesorería.
Durante el acto de juramentación, el presidente electo afirmó que "el plan nacional de inversión y empleo es un hecho”".

### Presidentes de la organización[3]
| Presidentes de Fedecámaras |             |
| Nombre                     | Período     |
| Luis Gonzalo Marturet      | 1945 - 1946 |
| Domingo Navarro Méndez     | 1946 - 1947 |
| Óscar Machado Zuloaga      | 1947 - 1949 |
| Lope Mendoza G.            | 1949 - 1950 |
| Silvio Gutiérrez           | 1950 - 1952 |
| Luis Gonzalo Marturet      | 1952 - 1953 |
| Ibrahim Velutini           | 1953 - 1954 |
| Francisco Morillo R.       | 1954 - 1955 |
| Feliciano Pacanins         | 1955 - 1956 |
| Ángel Cervini              | 1957 - 1958 |
| Alejandro Hernández        | 1958 - 1960 |
| Rafael Echeverría          | 1960 - 1961 |
| Armando Branger            | 1961 - 1963 |
| Emilio Conde Jahn          | 1963 - 1965 |
| Concepción Quijada         | 1965 - 1967 |
| Alfredo Lafée              | 1967 - 1969 |
| Óscar de Guruceaga         | 1969 - 1971 |
| Carlos G. Rangel           | 1971 - 1973 |
| Alfredo Paúl Delfino       | 1973 - 1975 |
| Antonio Díaz Martínez      | 1975 - 1977 |
| Carlos Vogeler Rincones    | 1977 - 1979 |
| Ciro Añez Fonseca          | 1979 - 1981 |
| Carlos Sequera Yépez       | 1981 - 1983 |
| Adán Celis González        | 1983 - 1985 |
| Rafael Marcial Garmendia   | 1985 - 1987 |
| Hugo Fonseca Viso          | 1987 - 1989 |
| Eddo Polesel               | 1989 - 1991 |
| Freddy Rojas Parra         | 1991 - 1993 |
| Edgard Romero Nava         | 1993 - 1995 |
| Jorge Serrano F.           | 1995 - 1997 |
| Francisco Natera           | 1997 - 1999 |
| Vicente Brito              | 1999 - 2001 |
| Pedro Carmona              | 2001 - 2002 |
| Carlos Fernández Pérez     | 2002 - 2003 |
| Albis Muñoz                | 2003 - 2005 |
| José Luis Betancourt       | 2005 - 2007 |
| José Manuel González       | 2007 - 2009 |
| Noel Álvarez               | 2009 - 2011 |
| Jorge Botti                | 2011 - 2013 |
| Jorge Roig                 | 2013 - 2015 |
| Francisco Martínez         | 2015 - 2017 |
| Carlos Larrazábal          | 2017 - 2019 |
| Ricardo Cusanno            | 2019 - 2021 |
| Carlos Fernández Gallardo  | 2021 - 2023 |
| Adán Celis Michelena       | 2023 - 2025 |
| Felipe Capozzolo           | 2025 - 2027 |